# Truth or Dare
Truth Or Dare är Automatic Loveletters första studioalbum. 

## Låtlista
1. Heart Song - 4:13
2. Don't Let Me Down - 3:57
3. Fade Away - 4:17
4. Hush - 3:58
5. Story Of My Life - 4:11
6. The Day That Saved Us - 3:37
7. To Die For - 4:44
8. Let It Ride - 4:16
9. Eyes On You - 4:25
10. My Goodbye - 3:38
11. Butterflies - 4:01
12. Back To Life - 4:11